# Bismarckhütter SV 99
Bismarckhütter SV 99 war ein oberschlesischer Sportverein aus Bismarckhütte, der unter dem Namen Bismarckhütter Ballspiel-Club (kurz: BBC) 1908 als deutscher Sportverein gegründet wurde. Im Laufe der ersten Jahrzehnte seines Bestehens kam es zu mehreren Namenswechseln: Mit der Teilung Oberschlesiens im Juni 1922 fiel Bismarckhütte an Polen.

## Geschichte

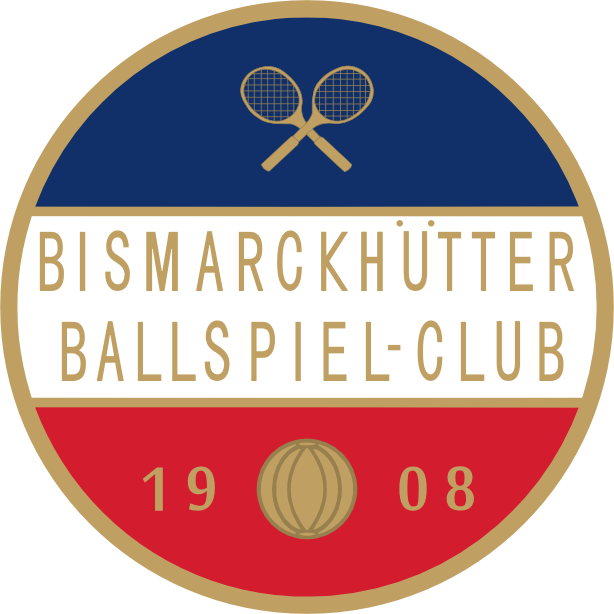
Logo des BBC

Der Bismarckhütter Ballspiel-Club wurde 1908 gegründet und gehörte dem Südostdeutschen Fußball-Verband an.
Mit der Teilung Oberschlesiens im Juni 1922 fiel Bismarckhütte an Polen.
Am 13. Juli 1922 wurde der BBC als einer von 43 deutschen Vereinen im polnischen Ostoberschlesien Mitglied des an diesem Tag in Ostoberschlesien neugegründeten deutschen Wojewodschaft Fußballverbandes.
1923 setzten die polnischen Behörden die Fusion von Ruch mit dem deutschen Verein Bismarckhütter Ballspielclub (BBC) durch, der über ein eigenes Stadion verfügte. Schon ein Jahr später (1924) wurde das Kürzel BBC aus dem Namen gestrichen.
Nach der Annexion des Gebietes durch die Deutschen 1939 wurde wieder die deutsche Bezeichnung BBC verwendet und schließlich kam es vom 12. November 1939 zum Namenswechsel in Bismarckhütter SV 99.
1941 zählten die Blau-Weißen zu den Gründungsmitgliedern der Gauliga Oberschlesien, in der man ununterbrochen von 1941 bis 1945 mit nur mäßigem Erfolg spielte. Der Höhepunkt der Gauliga-Zeit war die Vizemeisterschaft 1942.
Nach dem Ende des Zweiten Weltkrieges wurde die Stadt Bismarckhütte (heute Stadtteil von Chorzów) – als Ergebnis des Potsdamer Abkommens – Polen zugesprochen; der Verein Bismarckhütter SV 99 hörte damit auf zu existieren.

## Erfolge
- 1 × Vizemeister Gauliga Oberschlesien: 1942

## Bekannte Spieler
- Walter Brom
- Edmund Giemsa
- Teodor Peterek
- Ernst Willimowski
- Gerard Wodarz
- Eryk Tatuś
- Ewald Urban